# Офтердинген
Офтердинген (нем. Ofterdingen) — община в Германии, в земле Баден-Вюртемберг. 
Подчиняется административному округу Тюбинген. Входит в состав района Тюбинген.  Население составляет 4555 человек (на 31 декабря 2010 года). Занимает площадь 15,15 км².